# The Myth Makers
A The Myth Makers a Doctor Who sorozat huszadik része, amit 1965. október 16. és november 6. között sugároztak négy epizódban. Ebben a részben távozik el Maoreen O’Brien mint Vicki, de ebben a részben jelent meg először Adrienne Hill mint Katarina.

## Történet
A Tardis a görög Trójában landol. A Doktort Zeusz istennek nézik, Vicky-t Paris herceg ejti foglyul… Mi lesz/volt a Doktornak a trójai eseményekhez, ahogy mi is ismerjük?

## Epizód lista
| Epizód címe                    | Bemutató napja     | Hosszúsága | Nézők száma (millió) | Formátum                         |
| ------------------------------ | ------------------ | ---------- | -------------------- | -------------------------------- |
| A titkok temploma              | 1965. október 16.  | 24:45      | 8,3                  | Csak állóképek és/vagy töredékek |
| Kis próféta, gyors visszatérés | 1965. október 23.  | 24:43      | 8,1                  | Csak állóképek és/vagy töredékek |
| Egy kém halála                 | 1965. október 30.  | 25:39      | 8,7                  | Csak állóképek és/vagy töredékek |
| A pusztítás lova               | 1965. november. 6. | 24:25      | 8,3                  | Csak állóképek és/vagy töredékek |

## Könyvkiadás
A könyvváltozatát 1985. szeptember 12.-n adta ki a Target Könyvkiadó.

## Otthoni kiadás
DVD-n a Lost in Time-n lehet megnézni a megmaradt anyagot.

### Fordítás
- Ez a szócikk részben vagy egészben  a   The Myth Makers című angol Wikipédia-szócikk fordításán alapul.  Az eredeti cikk szerkesztőit annak laptörténete sorolja fel. Ez a jelzés csupán a megfogalmazás eredetét és a szerzői jogokat jelzi, nem szolgál a cikkben szereplő információk forrásmegjelöléseként.